# Murgas en Carnaval de Negros y Blancos de Pasto

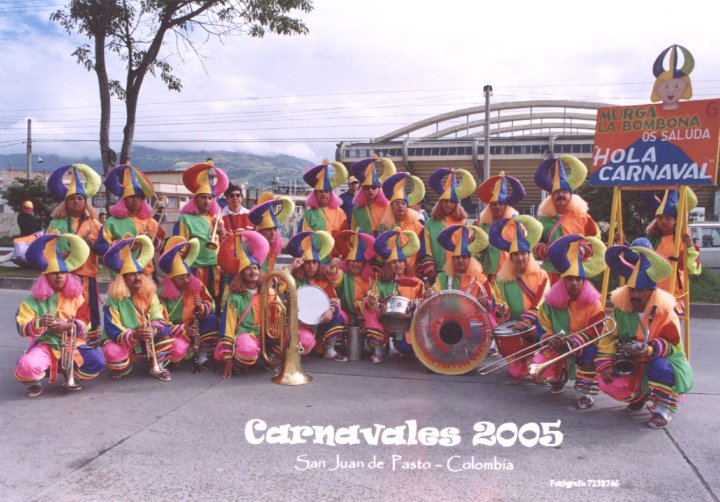
Un grupo de murga antes de dar inicio al desfile del Carnaval de Negros y Blancos en Pasto, enero de 2005.

Las murgas en el Carnavales de Negros y Blancos, que se celebran principalmente en Pasto y otros municipios del departamento colombiano de Nariño del 4 al 6 de enero, consisten en un grupo formado comúnmente de entre 8 a 22 personas disfrazadas uniformemente con un atuendo alegórico que se trasladan por la senda del desfile interpretando melodías populares pertenecientes al folclore tradicional. No existe ninguna clase de restricción en el empleo de los instrumentos para la representación de las tonadas, siendo fundamentales y esenciales los de percusión, dotando a la interpretación de un sonido particular que caracteriza a este tipo de agrupaciones dentro del carnaval.

## Historia
La historia de las murgas del carnaval de negros y blancos está ligada a la génesis y desarrollo del mismo pues desde el principio de esta fiesta, a mediados del siglo XIX y comienzos del siglo XX, cuando se realizaban desfiles carnavaleros y en las fiestas de Navidad, comienzan con comparsas esporádicas que recorren distintos lugares de la ciudad acompañadas por músicos entonando melodías típicas de esta zona: como el sonsureño, el bambuco, sanjuanitos etc. Estos intérpretes era común ser acompañados por una comparsas de personas disfrazadas, siendo la manifestación oficial para que tome la forma organizada el carnaval de Negros y Blancos de San Juan de Pasto. 
La música que interpretaban estos músicos era con instrumentos como la guitarra, violínes, maracas, carrascas, timbas y campanas. Finalizando el siglo XIX el desfile estudiantil, incluía un desfile encabezado por una reina, y este era acompañado por bandas militares y cívicas. 
En 1940 apenas se da el reconocimiento en el desfile a estos grupos musicales como comparsa musical y desplaza a las bandas colegiales o cívico militares que era las que acompañaban los distintos desfiles Carnavaleros. En 1948 se empiezan a denominar a estos grupos como "murga" y se crea el concurso en donde se adjudican premios para esta modalidad. 
En sus comienzos, los músicos que acompañaban a los distintos grupos de comparsas eran líricas o sea de cuerdas y flautas pero a medida que pasa el tiempo y por la llegada de nuevos instrumentos de fuelles y vientos, (entendiendo que son instrumentos de metal); hace que la percusión se refuerce siendo este el propio sonido de carnaval que identifica a las murgas. Los instrumentos base de melodía no solo se limita a los acordeones también se conforman murgas con instrumentos andinos como base melódica: quenas zampoñas acompañados con bombos y demás instrumentos de percusión. Los violines y las flautas traversas son imprescindibles en las raíces de las conformaciones de los músicos rodantes. Se destacan, entre otros, la murga lírica de Don Julio Cesar Pobeda, a la murga de violines y flautas traversa de Don Humberto Delgado y de Don Luís Alberto Narváez, al conjunto Agualongo de los Hermanos Jorge y Luís Rodríguez, a los fuelles de los Familia Delgado y la Familia Granja, A la murga de Don Luís Santacruz, Al conjunto Alma Caucana de los Hermanos Vivas que es una Chirimía y que participó algunas veces, a Marimba y Son que su base melódica era la marimba.
Por la presencia multitudinaria de espectadores a mirar los desfiles carnavaleros, se da la necesidad de incluir instrumentos base de melodía más sonoros, o de mayor fuerza auditiva, como instrumentos de viento: trompetas, saxofones, trombones etc. En ello se han destacado la murga de los Hermanos Granja, la murga La Familia Hernández, La murga de Don Luís del Hierro, La Banda Guadalupana del Maestro Jorge Guerrero y La Señora Alcira Rosas. En 1994 para igualar el volumen de sonido La Murga La Bomboná con el acordeón de Javier Bravo como base melódica incorpora un amplificador, para hacer más audible la melodía y una mejor coordinación y acoplamiento de los demás músicos.

## Características
La Murga de Carnaval de San Juan de Pasto se define concretamente a los músicos (rodantes) que se trasladan de un lugar a otro, interpretando melodías populares, con instrumentos acústicos y están disfrazados uniformemente, con un disfraz o atuendo alegórico que representa folclore, fiesta y fantasía; haciendo escuchar música tradicional, alegre y festiva sin ninguna clase de restricción en el empleo de o de los instrumentos base de melodía pero tomando a la percusión como esencia fundamental del sonido particular y único que caracteriza a las murgas del carnaval de San Juan de Pasto. 
Los instrumentos son los que pueden ser afines como base de melodía como por ejemplo el acordeón con quenas o flautas. el  violines y las flautas traversas y también puede ser una amalgama de instrumentos de metal que combinados buscando una buena armonía con una melodía. Estos instrumentos va acompañados o complementados con la propia base rítmica de percusión como bombos, timbales, redoblante, caja vallenata, tamboras, güiros, campanas, platillos, guasas entre otros. Este sonido característico y peculiar que producen esta instrumentación le da el toque de identidad a la música de las murgas del Carnaval de Pasto siendo la percusión la esencia fundamental del sonido particular y único que caracteriza a las murgas del Carnaval de San Juan de Pasto destacándose por los muchos cortes de música que se hacen en cada tema, haciendo que cada interpretación musical produzca esa euforia colectiva. Cabe destacar que en sus inicios las murgas se creaban específicamente para esta ocasión sin ninguna clase de ensayo para acoplarse ni tampoco se colocaban de acuerdo en que partes de la melodía se debía hacer dichos cortes y es importante destacar que estos cortes eran improvisados y puestos a práctica en el recorrido de estos músicos que siendo empíricos demostraban su destreza innata musical.
Se deben distinguir de las papayeras de la costa atlántica, particularmente las del carnaval de Barranquilla, y de las chirimías de la costa del Pacífico y en el departamento del Cauca así como de los grupos de música andina o de las bandas de músicos que amenizan las fiestas de los pueblos en toda la geografía colombiana y que no usan disfraz ni se organizan con coreografías.

## Concurso
En el concurso de la murgas en el carnaval de negros y blancos en no hay discriminación de razas, clases sociales, religiones ni edades. Todas las murgas implementadas con una variedad de instrumentos de percusión, amplificadas o no, son admitidas para concurso solo interesando y la alegría que expresan y transmiten siendo la ganadora la que se destaque con un buen disfraz alegórico sin cortar la imaginación en la creatividad artística en la confección de los atuendos y que haga una buena coreografía, su representación, indumentaria y afinidad en sus instrumentos y la que tenga más aceptación del público espectador quien es el principal jurado calificador.